# „Ohi” nap

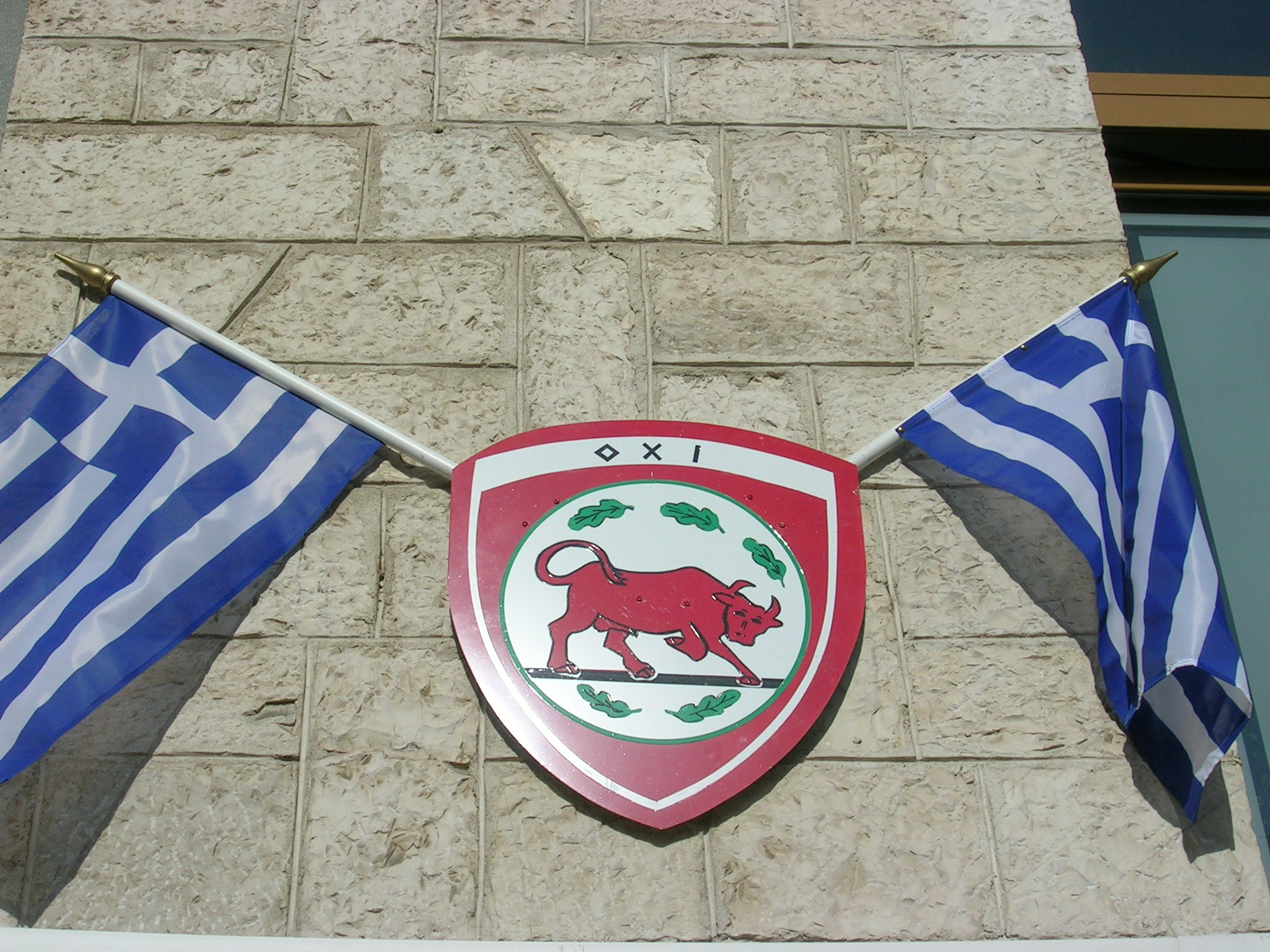
A 8. görög hadosztály címere. Ők szálltak harcba elsőként az olasz csapatokkal

Az „ohi” napot (görögül: Επέτειος του «'Οχι», ’Epeteiosz tu Ohi’, jelentése: A „Nem” évfordulója) Görögországban és Cipruson tartják meg minden év október 28-án.
1940. október 28-án Benito Mussolini felszólította a görög vezetést, hogy engedjék belépni a tengelyhatalmak katonáit az ország területére. Erre Joánisz Metaxász görög miniszterelnök, aki 1936. augusztus 4-től 1941. január 29-éig volt hivatalban, állítólag egyetlen szóval válaszolt: „όχι!” (Nem!)
Az olaszok válasza nem késett sokat, az Albániában állomásozó olasz csapatok másnap hajnalban támadást indítottak Görögország ellen, ezzel belerántva azt a második világháborúba.

## Fordítás
- Ez a szócikk részben vagy egészben  az   Ohi Day című angol Wikipédia-szócikk fordításán alapul.  Az eredeti cikk szerkesztőit annak laptörténete sorolja fel. Ez a jelzés csupán a megfogalmazás eredetét és a szerzői jogokat jelzi, nem szolgál a cikkben szereplő információk forrásmegjelöléseként.